# Peretu (Teleorman)

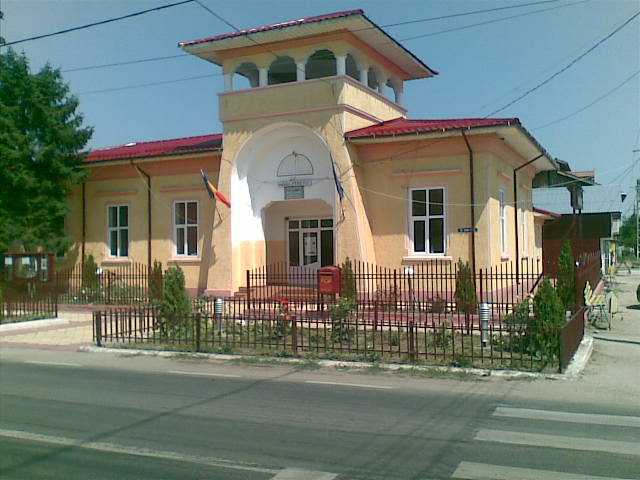
Rathaus der Landgemeinde Peretu

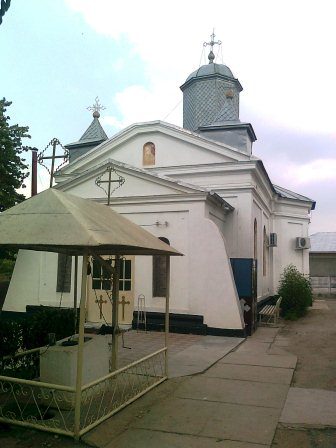
St.-Georg-Kirche Peretu

Peretu ist eine Gemeinde im Județ Teleorman in der Region Große Walachei in Rumänien.

## Geographie
Die Gemeinde Peretu liegt im Norden der Teleorman-Ebene an der Europastraße 70, die durch zwei wichtige Städte des Kreises Teleormans führt: Alexandria (der heutige Kreissitz) und Roșiorii de Vede (ein wichtiger Eisenbahnknotenpunkt, auf der Terrasse rechts des Flusses Vedea). Die Fläche der Gemeinde (Dorf und Landgut) beträgt 7700 Hektar (= 77 km²). Das Landgut der Gemeinde Peretu ist Teil der Boian-Ebene, auch Calmastui-Ebene genannt, und gehört zusammen mit der Găvanu-Burdea-Ebene (am linken Ufer des Flusses Vedea) zur Walachischen Tiefebene.
Die Wasserressourcen des Kreises Teleorman sind mengenmäßig niedrig und liegen in Form von Grundwasser (2,5 bis 3 Meter unter der Erde und in der Tiefe) und Oberflächenwasser (der Fluss Vedea und der Fluss Bărâcea sind die Oberflächengewässer, die durch das Gebiet von Peretu fließen) vor.

## Klima
Das Gebiet der Landgemeinde Peretu fällt in ein gemäßigtes Kontinentalklima, das für das Tiefland im südlichen Teil Rumäniens typisch ist. Es liegt an der Schnittstelle von trockenen kontinentalen Luftmassen aus dem Osten und Nordosten mit tropischen Luftmassen aus dem Süden und Südwesten sowie ozeanischen Luftmassen, die, nach Osten ziehend, das Kreisgebiet noch ausreichend feucht erreichen. Die Sommer sind heiß und trocken, die Winter streng und eisig, mit Schnee in ausreichender Menge, der selten 50 bis 60 cm übersteigt. Das Gebiet der Gemeinde Peretu entspricht im Großen und Ganzen der Waldsteppenvegetationszone, die ein unfreundliches Umfeld für die Baumvegetation darstellt und den Übergang vom Wald zum Grünland bildet.

## Geschichte
Mit der Vereinigung der geto-dakischen Stämme unter der Führung des Großkönigs Burebista (30–44 v. Chr.) war das Gebiet um Peretu von Anfang an Teil seines Reichs, denn sein politisches Zentrum lag zunächst in der Festung Popești (Gemeinde Mihăilești, Kreis Giurgiu) an der Argeș. Auf der Grundlage archäologischer Funde, aber auch einiger Schriften (Ptolemäus), lässt sich vermuten, dass die hier existierende geto-dakische Siedlung Pirum hieß, was wahrscheinlich die Kurzform des Namens (Statio) Ad Pirum ist. In der römisch-dakischen Zeit befand sich die Siedlung namens Pinum am Ufer des Flusses Vedea, wo sich heute Peretu befindet. Im 16. Jahrhundert wurde die Siedlung Depusa genannt, und aufgrund ihres lateinischen Namens kann man davon ausgehen, dass sie schon seit mehreren Jahrhunderten unter diesem Namen existiert. Das Dorf Depusa mit einer ursprünglich freien Bevölkerung, kam Ende des 16. Jahrhunderts durch Kauf in den Besitz von Michael dem Tapferen und wurde damit zu einem königlichen Dorf, und seine Bewohner zu leibeigenen Bauern. Nach seinem Tod und während der Herrschaft von Radu Mihnea befreiten sich die Einwohner von Depusa (heute Peretu) aus der Herrschaft der Rumänen.
Zwischen 1816 und 1864 wurde das Dorf vom Gutsherrn Costache Belu auf der Grundlage des Organischen Reglements von 1831 vom Berg ins Tal verlegt.

### Kriegsteilnahmen
Durch Teilnahme an Kriegen hatte die Landgemeinde mehrere Verluste zu verzeichnen. Aufgrund seiner sehr geringen Beteiligung am Russisch-Osmanischen Krieg 1877 waren nur wenige Verluste zu beklagen. In den Ersten Weltkrieg zogen etwa 500 Einwohner, von denen 183 umkamen. Ihnen wurde 1930 ein Denkmal im zentral gelegenen Park gewidmet. Am Zweiten Weltkrieg beteiligten sich etwa 700 Einwohner der Gemeinde, von denen 260 getötet wurden. In den Kirchen St. Georg und St. Nikolaus wurden ihnen zu Ehren Gedenktafeln und in der Kirche der Heiligen Michael und Gabriel ein kleines Denkmal errichtet.

## Politik
Die Landgemeinde Peretu wird von einem Bürgermeister und einem Gemeinderat verwaltet, der sich aus 15 Ratsmitgliedern zusammensetzt. Der Bürgermeister, Florin-Mihai Soreață, Mitglied der Sozialdemokratischen Partei, ist seit Oktober 2020 im Amt.

## Religion
Dem Werk „Catagrafia del județului Teleorman din ano 1810“ zufolge gab es in Peretu „eine Holzkirche [...], die dem Heiligen Georg geweiht war, mit all ihren Gewändern. In dieser Kirche gibt es zwei Priester und einen Pfarrer.“
Nach dem Ersten Weltkrieg trat neben der orthodoxen Religion die Kirche der Siebenten-Tags-Adventisten auf. Im Jahr 1930 gab es 5737 orthodoxe, 213 adventistische, 11 reformierte und 1 römisch-katholischen (insgesamt 5962) Einwohner.
Es gibt drei orthodoxe Kirchen in der Landgemeinde (Stand 2009):
- St.-Georg-Kirche (Bezirk Petcuțești), die erste Gemeinde
- St.-Nikolaus-Kirche (zentral), im östlichen Teil des ehemaligen Herrenhauses von Costache Belu, die Pfarrei Nr. 2
- Kirche der Heiligen Michael und Gabriel, nahe der Haltestelle CFR

Dazu kommen noch mehrere Gotteshäuser, die der Kirche der Siebenten-Tags-Adventisten angehören.

## Schatz von Peretu

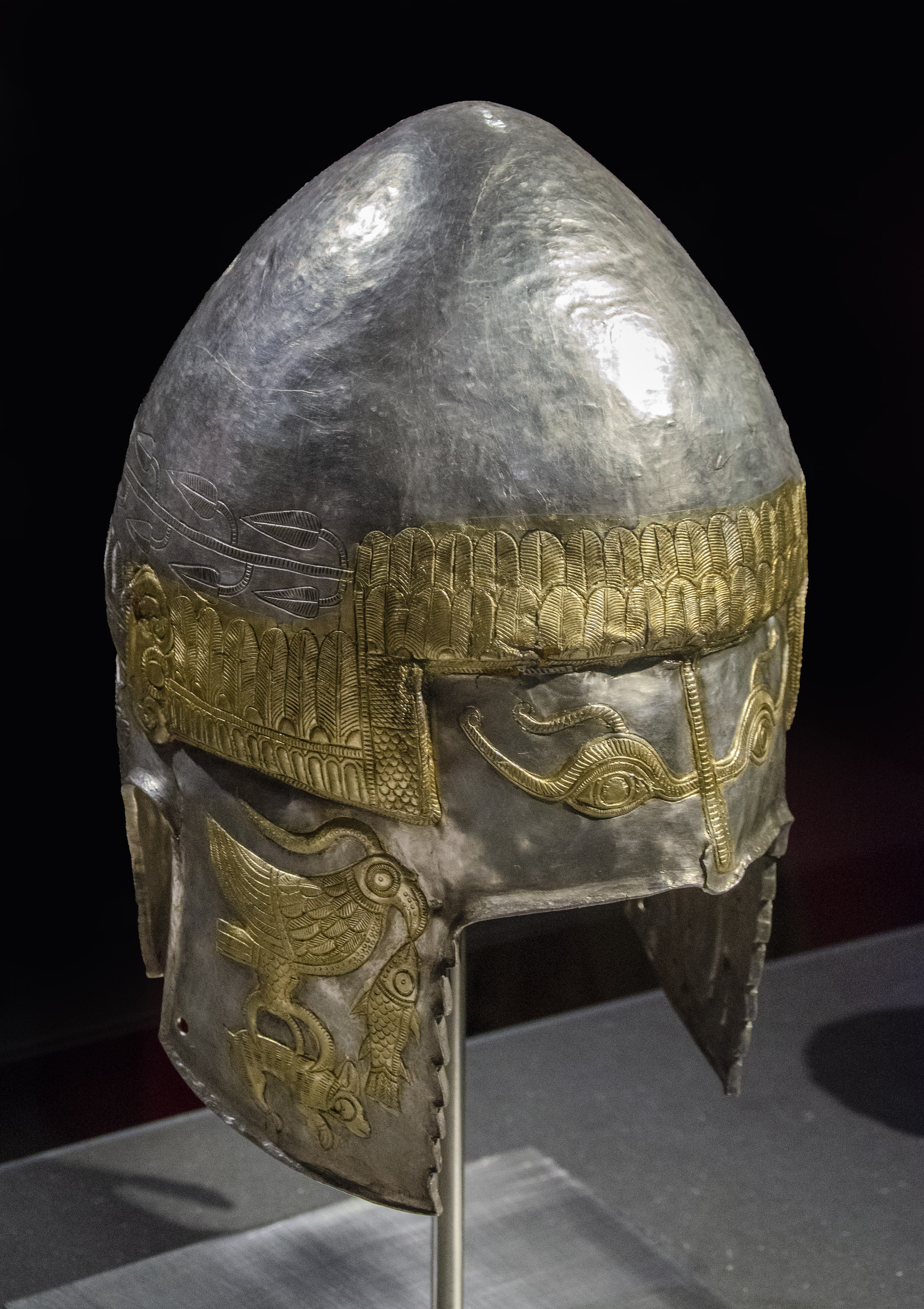
Vergoldeter Silberhelm …
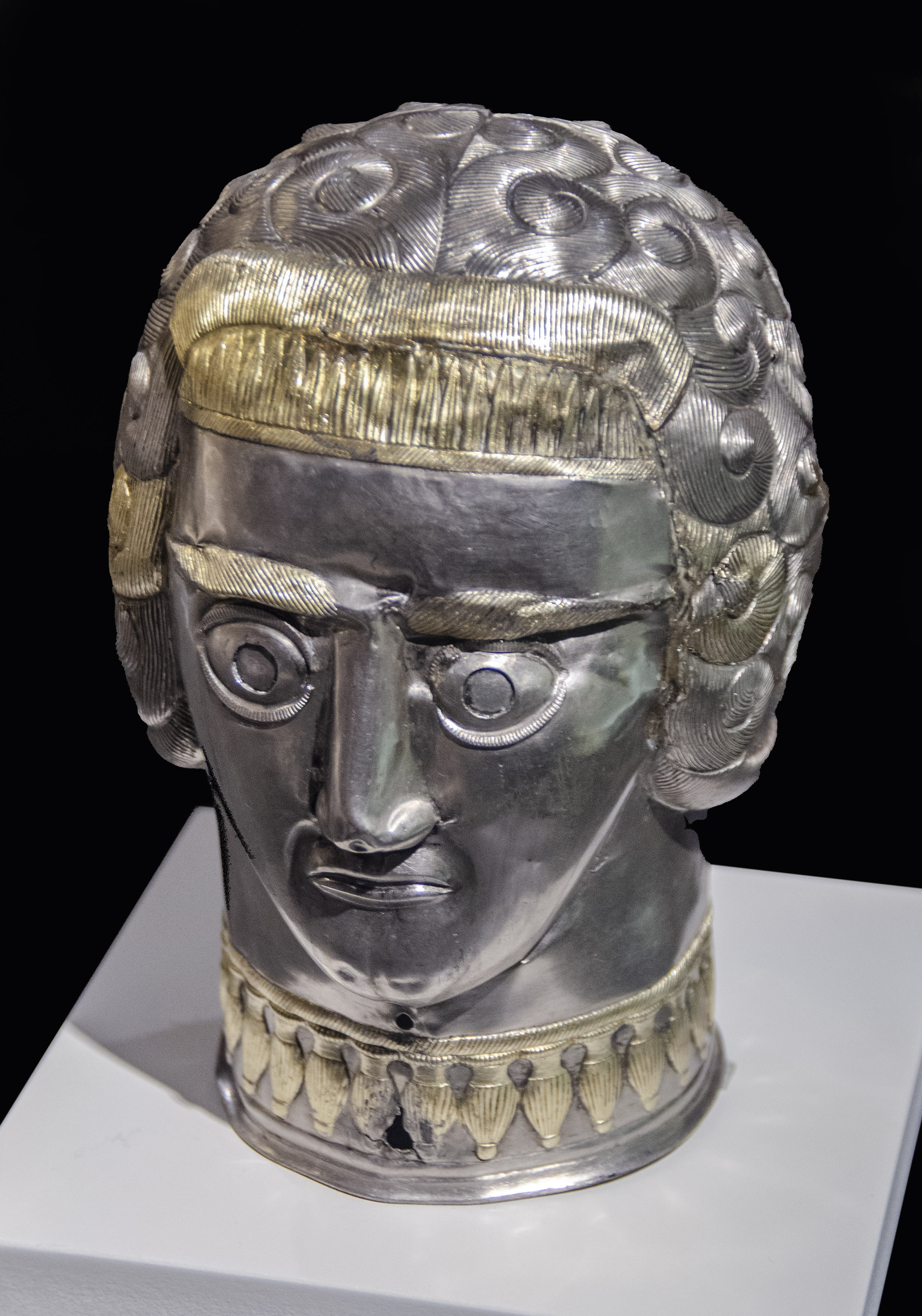
und Silberkopf, 1971 nahe Peretu entdeckt

Der Schatz von Peretu ist ein archäologischer Fund in der Landgemeinde Peretu, der 1971 entdeckt wurde. Er besteht aus über 50 Teilen, von denen das wichtigste, ein silbervergoldeter Helm, etwa 750 Gramm wiegt. Ein großer Teil der Stücke ist derzeit im Nationalen Museum der Geschichte von Rumänien ausgestellt.

### Entdeckungsgeschichte
Alexandru Trână aus Peretu entdeckte 1971 in dem von den Dorfbewohnern La Izvoare genannten Gebiet ein etwa 2500 Jahre altes thrako-getisches Grab, das einer vorchristlichen Zivilisation zugerechnet wird. In dem Grab befand sich ein Vertreter der lokalen Aristokratie. Das Grab hatte zwei Grabkammern: In der ersten befand sich ein Skelett, umgeben von verschiedenen Keramikgegenständen, Eisenmessern, Pfeilspitzen, vergoldeten Silbergegenständen und Bronzegefäßen. In der zweiten Kammer entdeckte man, dass der Krieger nicht allein begraben worden war: Dort befanden sich die Skelette von zwei Pferden, zwei Jagdhunden, einer Kuh und einem Wagen mit vier Eisenrädern. Insgesamt wurden mehr als 50 vergoldete Silberobjekte gefunden, darunter ein vergoldeter Silberhelm von ca. 750 Gramm Gewicht.

### Vergoldeter Silberhelm
Nach Untersuchungen des Helms aus der zweiten Hälfte des 4. Jahrhunderts v. Chr. (und anderer Objekte wie dem Helm aus dem Eisernen Tor) kam man zu dem Schluss, dass es den einheimischen Dakern vor dieser dynastischen Expedition gelungen war, eine für ihre Dynastie typische Form der emblematischen Darstellung zu finden: eine allgemeine Synthese von drei Elementen des Gebiets, die mit der Pflanzen- oder Tierwelt in Verbindung stehen. Die emblematische Darstellung besteht aus einem reich bekrönten Adler, der ein Kaninchen in seinen Krallen und einen Fisch im Schnabel hält. Dieser befindet sich auf der rechten Wange des Helms. Auf der linken Wange ist ein Hirsch abgebildet.

## Persönlichkeiten
- Marin Rădulescu (1892–1972), Forstingenieur, Universitätsprofessor, Topograph, Herausgeber des Revista pădurilor.[7]
- Martin Iulian (1969–2019), Oberst, Universitätsprofessor, Pro-Rektor für wissenschaftliche Forschung an der Nationale Verteidigungsuniversität „Karl I.“[8]
- Sorin Grecu (1961–2022), orthodoxer Priester, Rot-Kreuz-Aktivist des Vereinigten Königreichs, Aktivist gegen das kommunistische Regime[9]
- Mădălin Martin (* 1992), Fußballspieler, der für Rapid Bukarest spielte, derzeit Mittelfeldspieler beim CS Axiopolis Cernavodă.[10]